# Ángel Joaniquet
Ángel Joaniquet Tamburini (Barcelona, España, 25 de octubre de 1962) es un deportista y escritor español que compitió en saltos de esquí. Ha sido uno de los 3 españoles que ha logrado competir en los Juegos Olímpicos de Invierno en ese deporte.

## Trayectoria
Comenzó en los saltos de esquí con 10 años y entrenó en el trampolín de la Molina, cuando tenía 17 años viajó a la ciudad austriaca de Innsbruck donde se instaló durante un año para aprender a fondo de los saltadores austríacos.

### Juegos Olímpicos de Sarajevo 1984
Consiguió su clasificación el 5 de febrero después de la prueba de copa de Europa en Vlašić, Bosnia y Herzegovina apenas 3 días antes del comienzo de los Juegos Olímpicos de Sarajevo 1984. Cuando llegó su turno para saltar, la competición se tuvo que detener por la poca visibilidad y por la nieve que estaba cayendo. Cuando por fin se reanudó, la nieve se había acumulado en el trampolín lo que hizo que Joaniquet saltara en desventaja. Finalmente terminó en última posición (58.º) con un salto de 121,7 metros.

## Otros deportes
A partir de 1987, ya habiendo dejado los saltos de esquí, adoptó la modalidad de esquí de Telemark, participando en cuatro campeonatos del mundo, y compaginando el esquí con el Hockey Hielo, jugando en el equipo de Veteranos del Futbol Club Barcelona hasta 1999. 
Así mismo, con dieciséis años empezó a navegar en patín Catalán, pasando al poco tiempo al windsurf y posteriormente a la vela ligera, en la que sigue hoy en día, habiendo tomado parte en el campeonato del mundo de 2.4mR Class en 1999 en Tampere, Finlandia, consiguiendo la 99 posición de 122 Barcos. 

## Obras
- EN UN SALTO: TRAMPOLINES DE ESQUÍ, ADRENALINA Y UN SUEÑO OLÍMPICO.[5]